# Nguyễn Minh Lâm
Nguyễn Minh Lâm (sinh ngày 15 tháng 10 năm 1972) là đại biểu Quốc hội Việt Nam khóa 13, thuộc đoàn đại biểu Long An.

## Tiểu sử
Ông có quê quán ở Ấp 9, xã Hiệp Thạnh, huyện Châu Thành, Long An.
Ông có trình độ chuyên môn là Tiến sĩ kỹ thuật - chuyên ngành sử dụng và bảo vệ tài nguyên môi trường, và trung cấp lí luận chính trị.
Ông gia nhập Đảng Cộng sản Việt Nam vào ngày 11/5/2005.
Năm 2011, ông trúng cử đại biểu Quốc hội Việt Nam khóa 13 ở tỉnh Long An.
Ông là Chủ tịch Ủy ban nhân dân huyện Bến Lức, Ủy viên Uỷ ban Khoa học, Công nghệ và Môi trường của Quốc hội khóa 13.